# (72638) 2001 FK36
(72638) 2001 FK36 – planetoida z pasa głównego asteroid okrążająca Słońce w ciągu 4,08 lat w średniej odległości 2,55 j.a. Odkryta 18 marca 2001 roku.